# András Dömötör
András Dömötör (* 1978 in Zalaegerszeg, Ungarn) ist ein ungarischer Theaterregisseur, Schauspieler und Autor, der vor allem für seine Arbeiten an deutschsprachigen und ungarischen Bühnen bekannt ist.

## Leben und Ausbildung
Dömötör begann nach dem Abitur zunächst ein Studium der Literatur und Ästhetik, das er jedoch abbrach, um an der Universität für Theater und Filmkunst (SZFE) in Budapest Schauspiel (Abschluss 2003) und anschließend Regie (Abschluss 2007) zu studieren.
Anschließend war er als Schauspiellehrer an der SZFE tätig und hatte dort einen Lehrstuhl für Schauspielkunst inne.

## Künstlerischer Werdegang
Von 2003 bis 2010 war Dömötör festes Ensemblemitglied am Örkény Theater in Budapest.
Seit 2010 arbeitet er ausschließlich als Regisseur, zunächst überwiegend in Ungarn, seit 2014 vermehrt im deutschsprachigen Raum. Er inszenierte unter anderem am Deutschen Theater Berlin, am Maxim Gorki Theater Berlin, am Residenztheater München, am Schauspiel Hannover, am Schauspielhaus Graz, am Theater Basel und am Wiener Burgtheater.
Dömötör ist insbesondere für seine Arbeit mit zeitgenössischer Dramatik und die Inszenierung von Uraufführungen bekannt. Er arbeitet häufig eng mit Autorinnen und Autoren wie Sasha Marianna Salzmann, Sivan Ben Yishai, Thomas Perle, Ferdinand Schmalz und Lukas Bärfuss zusammen.
Als Autor und Regisseur schuf er eigene Stücke wie Mephistoland (Maxim Gorki Theater) sowie Dramatisierungen bekannter Werke wie Solaris und Die Pest (Deutsches Theater Berlin).
2021 feierte seine erste Operninszenierung Figaro³ an der Ungarischen Staatsoper Budapest Premiere, für die er auch die Bühnenfassung adaptierte.
Dömötor lebt und arbeitet als freier Regisseur in Budapest und Berlin.

## Inszenierungen (Auswahl)
- 2016: Mephistoland (Maxim Gorki Theater)
- 2018: Solaris (Deutsches Theater Berlin)
- 2019: Die Pest (Deutsches Theater Berlin)
- 2021: Figaro (Ungarische Staatsoper Budapest)

## Auszeichnungen
Dömötör wurde in Ungarn vielfach ausgezeichnet: Für seine Inszenierung Káli holtak - The Dead of the Kali Basin (Katona József Theater Budapest) erhielt er 2021 bei der jährlichen Kritiker-Umfrage die Preise „Bester Regisseur der Saison“, „Beste Aufführung“ und „Bester neuer Bühnentext“. Zuvor wurde er bereits als Nachwuchstalent des Theaters ausgezeichnet. Dömötör ist Preisträger des Hevesi Sándor-Preises und des Preises des Zeitgenössischen Ungarischen Dramas.